# Hermetiinae
Hermetiinae (лат.) — подсемейство насекомых семейства мух-львинок.

## Описание
Крупные мухи (длина тела 9,8–17 мм), которые часто имеют очень сильное сходство с осам. Усики состоят из восьми члеников, последний из них удлинен и утолщен. Длина усиков равна или превышает вдвое длину головы. Щупики состоят из двух члеников. Затылок сильно вогнутый. Шипики на щитке отсутствуют.  Брюшко обычно удлиненное состоит их пяти видимых сегментов. Тело личинок крупное (длина 18—20 мм) покрыто жёлтыми прилегающими волосками. Последний сегмент брюшка обрублен на конце.

## Биология
Личинки развиваются на разлагающихся остатках растений и животных, овощах, фруктах, семенах, трупах человека и млекопитающих, в навозе. Отмечены случаи возникновения кишечного миаза человека, вызванного Hermetia illucens. Вид Hermetia palmivora вредит масличным пальмам.

## Классификация
Подсемейство Hermetiinae образуют монофилетическую группу с подсемействами Chrysochlorininae и Sarginae. В мировой фауне известно 5 родов.
- Chaetohermetia Lindner, 1929
- Chaetosargus Röder, 1894
- Hermetia Latreille, 1804
- Notohermetia James, 1950
- Patagiomyia Lindner, 1933

## Распространение
Представители подсемейства встречаются во всех зоогеографических областях. Самым широко распространённым видом является чёрная львинка. Родина этого вида — тропические районы Южной Америки, и он был завезен человеком на все континенты.